# ППО — надійний щит України (монета)
«ППО — надійний щит України» — обігова пам'ятна монета номіналом десять гривень присвячена силам протиповітряної оборони України.
Монету введено в обіг 4 серпня 2023

## Опис та характеристики монети

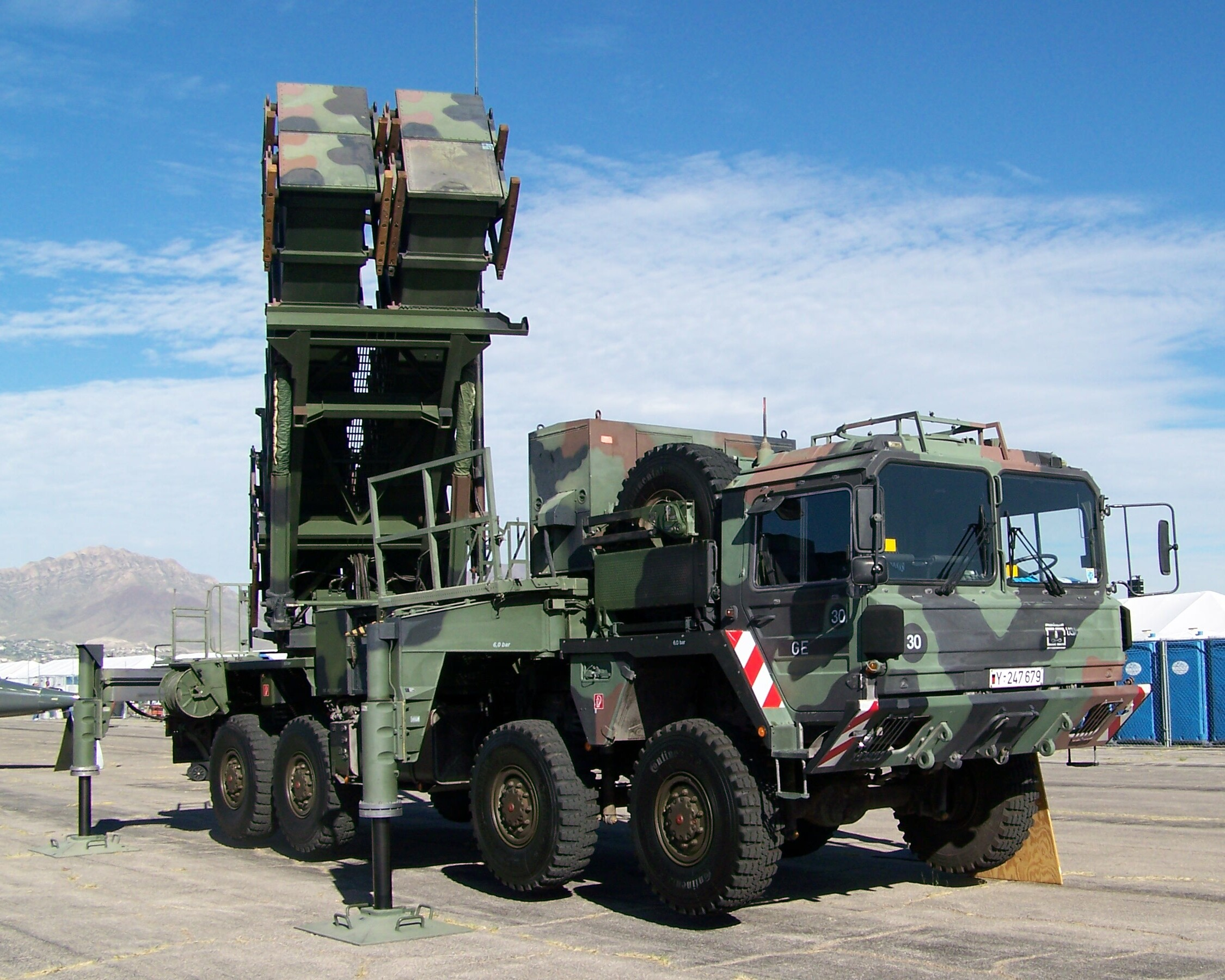
MIM-104 Patriot зображений на реверсі монети

| Номінал грн | Метал                                       | Маса, грам | Діаметр, мм. | Якість виготовлення | Гурт     | Тираж, штук |
| ----------- | ------------------------------------------- | ---------- | ------------ | ------------------- | -------- | ----------- |
| 10          | сплав на основі цинку з нікелевим покриттям | 6,4        | 23,5         | циркулейтед         | рифлений | 10 000 000  |

### Аверс
На аверсі монети розміщено: угорі – малий Державний Герб України, у центрі, в обрамленні давньоруського орнаменту написи: УКРАЇНА/10/ГРИВЕНЬ (півколом), на тлі орнаменту: рік карбування монети – 2023 (унизу) та логотип Банкнотно-монетного двору Національного банку України (праворуч).

### Реверс
На реверсі монети розміщено: угорі - надпис півколом - «ППО — надійний щит України», посередині зображено MIM-104 Patriot і стилізоване зображення радара, що виявляє ціль.

## Автори
- Художник : Балута Тетяна

- Скульптор: Дем'яненко Володимир